# Пирогово (Калининградская область)
Пирогово — посёлок в Гурьевском городском округе Калининградской области. До 2014 года входило в состав Храбровского сельского поселения.

## География
Посёлок Пирогово расположен в междуречье Морянок Малой и Большой, в 5,5 км выше (южнее) их устьев на Куршском заливе, в 18 км по прямой к северо-востоку от северо-восточных окраин застройки областного центра, города Калининграда.

## История
Населенный пункт Суденитен был основан в 1405 году. Относится к исторической области древней Пруссии именем Самбия.
После 1540 года название населенного пункта трансформировалось в Суданиттен, позже — в Зудникен.
По итогам Второй Мировой войны населённый пункт передан в состав СССР вкупе со всей северной частью Восточной Пруссии.
В 1946 году Зудникен был переименован в поселок Пирогово.
Ныне в составе России как правопреемницы СССР.

## Население
В 1910 году численность населения Зудникена составляла 307 человек, в 1933 году — 497 человек, в 1939 году — 474 человека.
| 2002 | 2010 |
| ---- | ---- |
| 54   | ↗69  |